# سعد اليتيم (فلم)
سعد اليتيم هو فيلم درامي مصري تم إنتاجه عام 1985 وهو بطولة كل من الفنان أحمد زكي والفنانة نجلاء فتحي والفنانة شويكار والفنان محمود مرسي وأيضا الفنانون فريد شوقي، وأحمد بدير، وتوفيق الدقن. الفيلم إخراج أشرف فهمي.
تأليف : عبد الحى أديب ..
قصة : يسرى الجندى .

## قصة الفيلم
حكاية سعد اليتيم الذي قُتل والده بيد عمه(بدران)، وربته سيدة صالحة(كرامات) إلى أن يكبر، وحتى أن تشاء الأقدار أن يحب ابنة عمه دون أن يعرفها. الفيلم يتناول عصر الفتوات في العشرينات، والفتوة هي أن تكون قاتلاً أو مقتولاً.

## بطولة
| - أحمد زكي: زكريا فاضل / سعد - نجلاء فتحي: صباح بدران - فريد شوقي: الهلباوي - محمود مرسي: بدران الجمّال - شويكار: حُسنه - توفيق الدقن: موسى - كريمة مختار: كرامات طبّوزاده | - أحمد بدير: عبد الدايم / حِنجل - إبراهيم عبد الرازق: الدكروري - أحمد غانم: نصار - محمد وفيق: فاضل الجمّال - حسني عبد الجليل: همبكه - زيز مصطفى: زوبه - ضياء الميرغني | - سيد صادق: أبو كفّ - نرمين كمال: أم زكريا - بدرية عبد الجواد: مساعدة زوبة - محمد أبو حشيش: الشيطانى - أحمد رضوان - صادق أمين - أحمد أبو عبية: مبروك |

## فريق العمل
| - قصة: يسري الجندي - سيناريو وحوار: عبد الحي أديب - مهندس الصوت: مجدي كامل - مخرج مساعد: أمالي بهنسي - منتج: عطية عويس - منتج منفذ: عبد الرؤوف عبد الهادى - التوزيع الداخلي: أفلام الطليعة (وجيه إسكندر وشركاه) - الألحان والموسيقى التصويرية: سامى نصير - مونتير: عادل منير - مدير التصوير: محسن نصر | - مخرج : أشرف فهمي - التوزيع الخارجي: أفلام بديع صبحى - توزيع الفيديو: بيتش فيلم إيچبت (إبراهيم أبوذكرى - وحيد رحمى) - المقدمة: رضا جبران - التحميض: مصر للإستوديوهات والإنتاج السينمائي - الطبع وتصحيح الألوان: معامل مدينة السينما - رئيس قطاع المعامل: سعد عبد الرحمن - مدير معامل مدينة السينما: صلاح عبد الحليم - مركب الفيلم: احمد داود | - مونتير مساعد: ملاك حبشي - مدير الإنتاج:عادل أبو الفتوح - مدير الإنتاج: علاء الشعراوي - نيجاتيف: مارسيل صالح - مصور مساعد: إيمان الخضري - مسجل الصوت: عبد العزيز عمارة - م. صوت: أحمد كامل - مصور فوتوغرافيا: محمد بكر - مساعد فوتوغرافيا: صابر إبراهيم | - مساعد مخرج ثانى: على العسال - مؤثرات حية: حسن الشاعر - م. صوت: حسن إبراهيم - أنور حنفى - جليلة الحريري - ماكيير: حمدي رأفت - نادية صديق - عبد المنعم عنان - م. ماكياج: منصور عبد الوهاب - كوافير: سميره محمد - ملابس: سعاد علي - علية عبد المجيد - علية احمد - اكسسوار: عباس صابر - م. اكسسوار: مجدى عبد اللطيف - صالح السعيدي |